# Nicolas Théodore de Saussure

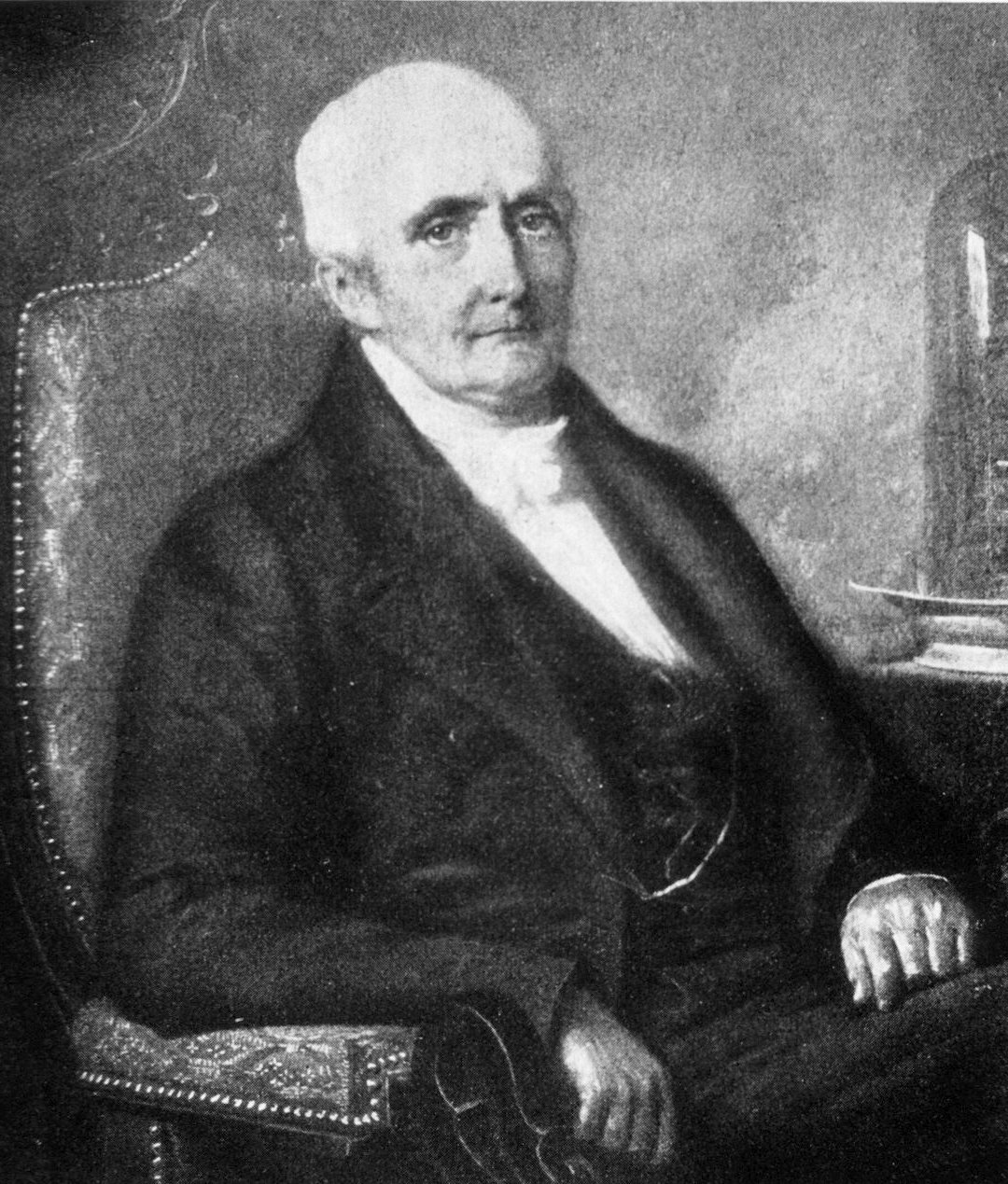
Nicolas Théodore de Saussure

Nicolas Théodore de Saussure (* 14. Oktober 1767 in Genf; † 18. April 1845 in Genf) war ein Schweizer Naturforscher. Sein offizielles botanisches Autorenkürzel lautet „N.T.Sauss.“

## Leben und Wirken
Der Sohn von Horace Bénédict de Saussure erhielt seine erste Ausbildung bei seinem Vater, dem er unter anderem 1787 bei dessen Mont-Blanc-Besteigung bei den barometrischen Untersuchungen half. Während der französischen Revolution flüchtete er nach England. 1802 kehrte er wieder nach Genf zurück und war dort bis 1835 Honorarprofessor für Mineralogie und Geologie an der Akademie Genf.
Neben chemischen Untersuchungen widmete er sich auch der Botanik. Sein Hauptwerk, die „Recherches chimiques sur la Vegetation“ (Paris 1804; deutsch von Voigt, Leipzig 1805), war epochemachend für die Pflanzenphysiologie, vor allem dadurch, dass er zuerst die Ernährungsfragen vorwiegend quantitativ behandelte, dann aber auch durch die Meisterschaft, mit welcher er seine Vegetationsversuche durchführte und sichere Resultate gewann.
Nicolas Théodore de Saussure war wiederholt Mitglied des Rats von Genf. Er ist der Großvater des bedeutenden Sprachwissenschaftlers Ferdinand de Saussure. 1808 ernannte ihn die Bayerische Akademie der Wissenschaften zum korrespondierenden, 1820 zum auswärtigen Mitglied. Im selben Jahr wurde er auch zum auswärtigen Mitglied der Royal Society gewählt. Seit 1808 war er korrespondierendes Mitglied der Académie des sciences und seit 1812 der Königlich Niederländischen Akademie der Wissenschaften.

## Ehrungen
Nach ihm und nach seinem Vater benannt ist die Pflanzengattung Saussurea DC. aus der Familie der Korbblütler (Asteraceae).

## Werke (Auswahl)
- Chemische Untersuchungen über die Vegetation. 2 Bände, Engelmann, Leipzig 1890 Digitalisierte Ausgabe der Universitäts- und Landesbibliothek Düsseldorf